# San Martín de Rubiales
San Martín de Rubiales község Spanyolországban, Burgos tartományban. San Martín de Rubiales Nava de Roa, Castrillo de Duero, Bocos de Duero, Valdearcos de la Vega, Mambrilla de Castrejón és La Cueva de Roa községekkel határos. Lakosainak száma 139 fő (2024).

## Népesség
A település népessége az utóbbi években az alábbiak szerint változott:
| Lakosok száma | 246  | 217  | 220  | 190  | 169  | 143  | 138  | 143  | 151  | 139  |
|               | 2001 | 2004 | 2006 | 2009 | 2011 | 2014 | 2016 | 2019 | 2021 | 2024 |